# 당항항 (고성군)
당항항은 경상남도 고성군 회화면 당항리에 있는 어항이다. 1972년 2월 23일 어촌정주어항으로 지정하여 관리하고 있다. 시설관리자는 고성군수이다.

## 어항 연혁
- 당항리는 본래 고성군 화양면(華陽面)의 지역으로서 마을 지형이 "닭"의 목과 같이 생겼다고 하여 "닭목"이라 하였다가 어원이 변하여 "당목"으로 불러오다가 1914년 3월 1일 면을 통폐합할 때 회화면의 당항리(법정리)로 하여 오늘에 이르고 있다.

## 어항 시설
- 방파제 276m, 물양장 136m

## 주요 어종
- 도다리, 전어 등